# Abbès Jirari
 (juillet 2022).
Si vous disposez d'ouvrages ou d'articles de référence ou si vous connaissez des sites web de qualité traitant du thème abordé ici, merci de compléter l'article en donnant les références utiles à sa vérifiabilité et en les liant à la section « Notes et références ».
 (juillet 2022).
La mise en forme du texte ne suit pas les recommandations de Wikipédia : il faut le « wikifier ».
Les points d'amélioration suivants sont les cas les plus fréquents. Le détail des points à revoir est peut-être précisé sur la page de discussion.
- Les titres sont pré-formatés par le logiciel. Ils ne sont ni en capitales, ni en gras.
- Le texte ne doit pas être écrit en capitales (les noms de famille non plus), ni en gras, ni en italique, ni en « petit »…
- Le gras n'est utilisé que pour surligner le titre de l'article dans l'introduction, une seule fois.
- L'italique est rarement utilisé : mots en langue étrangère, titres d'œuvres, noms de bateaux, etc.
- Les citations ne sont pas en italique mais en corps de texte normal. Elles sont entourées par des guillemets français : « et ».
- Les listes à puces sont à éviter, des paragraphes rédigés étant largement préférés. Les tableaux sont à réserver à la présentation de données structurées (résultats, etc.).
- Les appels de note de bas de page (petits chiffres en exposant, introduits par l'outil «  Source ») sont à placer entre la fin de phrase et le point final[comme ça].
- Les liens internes (vers d'autres articles de Wikipédia) sont à choisir avec parcimonie. Créez des liens vers des articles approfondissant le sujet. Les termes génériques sans rapport avec le sujet sont à éviter, ainsi que les répétitions de liens vers un même terme.
- Les liens externes sont à placer uniquement dans une section « Liens externes », à la fin de l'article. Ces liens sont à choisir avec parcimonie suivant les règles définies. Si un lien sert de source à l'article, son insertion dans le texte est à faire par les notes de bas de page.
- La présentation des références doit suivre les conventions bibliographiques. Il est recommandé d'utiliser les modèles {{Ouvrage}}, {{Chapitre}}, {{Article}}, {{Lien web}} et/ou {{Bibliographie}}. Le mode d'édition visuel peut mettre en forme automatiquement les références.
- Insérer une infobox (cadre d'informations à droite) n'est pas obligatoire pour parachever la mise en page.

Pour une aide détaillée, merci de consulter Aide:Wikification.
Si vous pensez que ces points ont été résolus, vous pouvez retirer ce bandeau et améliorer la mise en forme d'un autre article.
Abbas Jirari, né le 15 février 1937 à Rabat et mort le 20 janvier 2024, est un homme politique marocain.

## Biographie
Études  :
- Ecole de Fils de Notables de Rabat, Maroc,
- Collège « Les Orangers » de Rabat,
- Collège « Moulay Youssef » de Rabat,
- Université du Caire en Égypte,
- Université La Sorbonne à Paris, France,
- Programme Fulbright, USA.

Diplômes :
- Licence ès lettres (1961),
- Master ès lettres (1965,
- Doctorat d'Etat ès lettres (1969).

Carrière:
- Secrétaire des Affaires étrangères, ambassade du Maroc au Caire, Égypte (1962),
- Professeur à la Faculté des lettres à Fès et Rabat (depuis 1966),

Nommé par  Feu Sa Majesté le Roi Hassan II : 
- Professeur au Collège Royal (depuis 1979),
- Doyen de la Faculté des Lettres de Marrakech (1980),
- Khatib à la Mosquée Lalla Soukaïna de Rabat (1989 - décembre 2000),
- Président du Conseil Régional des Oulémas de Rabat-Salé (1994 - décembre 2000),
- Chargé de mission au Cabinet Royal (le 1er janvier 1999).

Nommé par  Sa Majesté le Roi Mohammed VI :
- Conseiller de Sa Majesté (le 29 mars 2000).

Prix, Décorations et distinctions :
- Décoration du Trône au grade de Chevalier (1980), d'Officier (1994) et de Commandeur (2000), Maroc,
- Décoration de l'historien Arabe (1987),

- Membre de l'Académie du royaume du Maroc,
- Médaille de l'Académie du royaume du Maroc (1990),
- Grand Prix du Mérite (1992), Maroc,
- Décoration du Mérite national au grade de commandeur (1996), Maroc,
- Décoration du Mérite (1965), Égypte,
- Premier Grade de la Décoration de la République (2000), Tunisie,
- Décoration des Sciences et Arts au premier grade, Égypte (2004),
- Médaille de L'ISESCO au premier grade (2006),
- Médaille d'or de l'université ouverte de la Civilisation islamique - Beyrouth, Liban (2007),
- Décoration – Médaille – de l'universite du Caire (2008).
- Médaillon de la fondation « Aal Al Bayt » Jordanie (2009).

Vie associative :
- Membre de l'Union des Ecrivains du Maroc, élu au bureau 1970,
- Membre de l'Académie de Royaume du Maroc,
- Membre de l'Académie de langue arabe au Caire, Égypte,
- Membre de l'Académie de langue arabe de Damas, Syrie,
- Membre de l'Académie Jordanienne des recherches de la civilisation islamique, Jordanie,
- Membre de la Ligue arabe des chercheurs du patrimoine populaire,
- Membre du Centre de recherches anthropologiques du Moyen Orient, Égypte,
- Membre de l'Association des historiens marocains,
- Membre du Conseil de l'Université Al Qarawiyine,
- Membre du Conseil d'Administration de l'université Al Akhawayne,
- Vice-Président de l'Association Ribat Al Fath,
- Président du Conseil des Oulémas de Rabat-Salé (1994-Décembre 2000),
- Président honorifique de l'Association de la Recherche de la Littérature de l'Orient Musulman,
- Membre honorifique de la ligue de la Littérature islamique, Inde,
- Membre honorifique de la chaire Ibn Battouta pour les éudes méditerranéennes (Académie de la Méditerranée et Université Abdelmalek Saâdi),
- Président honorifique de l'Association des lauréats des universités d'Égypte,
- Membre de la commission spéciale Education - Formation,
- Secrétaire général du Centre des Etudes Andalouses et du Dialogue des Civilisations,
- Membre du Comité Consultatif de la revue trimestrielle « Iran et Arabes », publiée par le Centre des études scientifiques et des recherches stratégiques pour le Moyen-Orient, Beyrouth,
- Membre du Conseil d'administration de l'Universite Ouverte de la Civilisation Musulmane de Beyrouth, Liban,
- Membre du Conseil suprême de la Ligue islamique mondiale (2012).